# Гинейтис, Гвидас
Гви́дас Гине́йтис (лит. Gvidas Gineitis; 15 апреля 2004, Мажейкяй) — литовский футболист, полузащитник итальянского клуба «Торино» и сборной Литвы.

## Биография

### Клубная карьера
Профессиональную карьеру начинал в командах первой лиги Литвы «НФА Каунас» (воспитанником которого является) и «Атмосфера». В 2020 году перешёл в итальянский клуб СПАЛ, но к матчам главной команды не привлекался. Зимой 2022 года подписал контракт с «Торино», где поначалу также выступал за молодёжный состав. Дебютировал в Серии А 10 февраля 2023 года в матче против «Милана», в котором отметился предупреждением и был заменён в перерыве.

### Карьера в сборной
За основную сборную Литвы дебютировал в ноябре 2022 года в рамках Кубка Балтии, сыграв в полуфинальном матче против Исландии (0:0; 5:6 пен.) и матче за 3-е место против Эстонии (0:2).

## Достижения
- Лучший молодой футболист Литвы: 2022[2][3]